# Siraba Dembélé
Siraba Dembélé, född 28 juni 1986 i Dreux, är en fransk handbollsspelare. Hon är högerhänt och spelar i anfall som vänstersexa. Hon spelar sedan 2020 för CSM București och har spelat 288 landskamper för Frankrikes landslag.

## Klubbkarriär
Dembélé började spela handboll i klubben HBC Vallée d'Avre 1996 vid 10 års ålder. Säsongen 2003/2004 spelade hon för Dreux AC. Vänstersexan spelade sedan handboll för Mérignac i fyra år. En säsong för Dembélé med Issy-les-Moulineaux innan hon fortsatte till Toulon Saint-Cyr Var HB. Med Toulon vann hon franska mästerskapet 2010 och franska cupen 2011 och 2012. 2012 inledde hon proffskarriären utomlands i danska Randers HK. Året efter 2013 hade hon kontrakt med den makedonska  ŽRK Vardar. Med ŽRK Vardar  vann hon makedonska mästerskapet 2014, 2015 och 2016 samt cupen 2014, 2015 och 2016. Sommaren 2016 anslöt hon till ryska GK Rostov-Don. Med Rostov vann hon EHF-cupen 2017 och ryska mästerskapet 2017 och 2018. Sommaren 2018 återvände Dembélé till Toulon Saint-Cyr Var HB. 2020/21 flyttade Dembélé till den rumänska toppklubben CSM Bukarest. I april 2021 skadade hon hälsenan vilket förstörde möjlighet att delta i OS men med CSM Bukarest vann hon rumänska mästerskapet 2021.

## Landslagskarriär
Dembélé gjorde sin landslagsdebut för det franska landslaget den 26 maj 2006 mot Turkiet. Hon deltog i OS 2012 utan att nå någon medalj. Hon var med och tog VM-guld 2017 i Tyskland och hon var också med silverlagen vid VM 2009 i Kina och 2011 i Brasilien. Vid VM 2017 blev hon uttagen i All Star-laget som vänstersexa. Hon har två EM-brons båda från EM i Sverige 2006 och vid EM 2016. Främsta EM meriten blev guld vid EM 2018 i Frankrike. 2016 spelade hon sin andra OS-turnering och fick en silvermedalj efter finalförlust mot ryskorna  i Rio de Janeiro.